# Augustibuller 2003
Augustibuller 2003 var den åttonde upplagan av musikfestivalen Augustibuller 1 och 2 augusti 2003. Biljettpriset var 250 kronor och besökarantalet 5 100 (utsålt).

## Bandlista
| - Bombshell Rocks - Alice in Videoland - Anticontrol Action Band - Between Us - Blisterhead - Bone Breaking Beat - Bowser - Charta 77 - DGPP - Doctor Dunbar’s Medicine Band - Evergrey - Fireside - Foursome - Golden Hills - Gusto - Jr Ewing - Kapten Kermit - Katyusha - Kingston Air Force - Last Days of April | - Maramon - Mimikry - Misconduct - Monastir - Nasum - Ninja Dolls - Noir - Orange Crunch - Outbreak - Paris - Piper - Radioaktiva Räker - Raised Fist - Randy - Rentokiller - Satirnine - Slutstation Tjernobyl - Sparks of Seven - Speakers Corner feat. Pierre | - Spoiler - Square - Stabb - Starshape - Superheroes - Surferosa - Svenska Akademien + Moder Jords Massiva - Svensk Rock AB - Sweet Addiction - Tension Head - The Grand Grace - The Haunted - The Hotknives - The Liptones - The Pricks - Totalt jävla mörker - USCB Allstars - User - Valley Days - Voice of a Generation |